# فلافيوس مارتينوس
فلافيوس مارتينوس (بالإنجليزية: Flavius Martinus)‏ كان فيقاراً لبريطانيا الرومانية تحت حكم قسطانطينوس الثاني.

## حياته
حاول السيطرة على الاتهامات العنيفة بعد هزيمة ماغننتيوس. حاول مارتينوس كبح جماح انتقام كاتب العدل باولس كاتينا الذي أُرسل إلى بريطانيا لمطاردة المعارضين للإمبراطور. في مواجهة رفض باولس لإطلاق سراح الذين ثبتت براءتهم، هدد مارتينوس بالاستقالة، لكن أدى هذا إلى توجيه اتهامات إليه مباشرة أيضًا.
هاجم بعدها مارتينوس باولس بالسيف. لكنه لم ينجح وانتحر بعدها.
امتدح أميانوس مارتينوس لشجاعته في السعي لحماية الأبرياء في ظل أجواء الخوف والقمع في بريطانيا في ذلك الوقت.